# Blaison-Gohier
Blaison-Gohier era una comuna francesa situada en el departamento de Maine y Loira, de la región de Países del Loira, que el 1 de enero de 2016 pasó a ser una comuna delegada de la comuna nueva de Blaison-Saint-Sulpiceal fusionarse con la comuna de Saint-Sulpice.

## Demografía
| Gráfica de evolución demográfica de Blaison-Gohier entre 1800 y 2012 |
|                                                                      |

Los datos sobre la evolución demográfica de Blaison-Gohier fueron extraídos de EHESS/Cassini (1800 a 1999) y de la página del INSEE (2006 a 2012).